# Cometes mariahelenae
Cometes mariahelenae là một loài bọ cánh cứng trong họ Cerambycidae.